# Норильск-Телеком
«Норильск-Телеком» — российский телекоммуникационный холдинг, входит в число крупнейших телекоммуникационных компаний России. Штаб-квартира — в Норильске.

## История
«Норильск-Телеком» ведет свою историю с 1939 года, когда в составе Норильского горно-металлургического комбината было образовано Производственно-техническое управление технологической диспетчеризации и связи (ПТУТДиС), обслуживавшее средства связи Норильского промышленного района и средства производственной связи комбината.
Впоследствии компанией «Норильский никель» на базе ПТУТДиС было образовано общество с ограниченной ответственностью «Норильск-Телеком» (зарегистрировано 3 июля 2003 года, начало действовать 1 января 2004 года).
10 октября 2008 года ООО «Норильск-Телеком» было реорганизовано в форме преобразования в закрытое акционерное общество.

## Собственники и руководство
Единственный акционер ЗАО «Норильск-Телеком» — инвестиционный банк «КИТ Финанс».
Генеральный директор — Шиляев Александр Генрихович.

## Деятельность
«Норильск-Телеком» оказывает услуги доступа в Интернет, телефонии и другие услуги связи. Является субъектом естественной монополии в области связи.
По итогам 2010 года консолидированная выручка холдинга составила 1,52 млрд руб.. По состоянию на 1 января 2009 года база абонентов «Норильск-Телеком» включала более 80 тыс. абонентов местной телефонной связи, около 150 тыс. абонентов широкополосного доступа в Интернет, более 26 тыс. абонентов кабельного телевидения.

## Структура группы
В группу «Норильск-Телеком» входит ряд телекоммуникационных компаний, в том числе:
- ЗАО «Норильск-Телеком» — головная компания группы, оказывает традиционные услуги связи (местная телефонная связь, спутниковая связь)[13];
- ООО «Арлос» (оказывает услуги широкополосного доступа в Интернет, цифрового и кабельного телевидения в Норильском промышленном районе и Дудинке под брендом «Норком»[14]);
- ООО «ОптиксТел» и ООО «Астрон» (оказывают услуги в Красноярске под брендом «Мультима»[15]);
- ООО «Первая миля» (оказывает услуги в Новосибирске под брендами Academ.org и «ТВИК»[16]);
- ООО «Атлас» (оказывало услуги в Железногорске, используя арендованное имущество городской телефонной станции АТС-9; в начале 2008 года появилась информация о расторжении договора аренды[17]);
- ООО «Прима Телесеть Ачинск», ООО «Прима Телесеть Зеленогорск», ООО «Прима Телесеть Лесосибирск», ООО «Прима Телесеть Минусинск», ООО «Прима Телесеть Назарово» (оказывают услуги в Ачинске, Зеленогорске, Лесосибирске, Минусинске, Назарово[18] соответственно);
- ООО «Сибирь ТВ» (владеет телекомпанией «Канск 5 канал», действующей в Канске).

Для управления мультимедийными активами группы была создана управляющая компания «РусИнтерКом». При этом ЗАО «Норильск-Телеком» отвечает за телекоммуникационный бизнес, «Сибирь ТВ» — за медийные активы.